# Julius Dewald
Julius Dewald (* 7. Dezember 1879 in Mainz; † nach Februar 1940) war ein deutscher Sänger, Theaterschauspieler, -regisseur und -leiter sowie ein Schauspieler und Regisseur beim Stummfilm.

## Leben und Wirken

### Die frühen Jahre
Dewald erhielt seine künstlerische Ausbildung unmittelbar vor der Jahrhundertwende und gab seinen Einstand in der Spielzeit 1900/01 am Stadttheater der elsässischen Metropole Straßburg. Es folgten nach nur einer Spielzeit jeweils einjährige Verpflichtungen nach Ulm, Metz (Lothringen), Bromberg (Westpreußen) und Görlitz, wo man ihn in einer zweiten Spielzeit 1905/06 auch erstmals Regie führen ließ. Nach einer Saison am Posener Stadttheater fand sich Dewald 1907 in Düsseldorf ein. Am dortigen Schauspielhaus trat er zwischen Oktober 1907 und Juni 1908 unter der Leitung von Louise Dumont in einer Fülle von Stücken auf, darunter Theaterklassiker wie Der Kaufmann von Venedig, Die Räuber, Frühlings Erwachen, Ein Volksfeind und Goethes Faust. Nach nur einer Spielzeit in Düsseldorf folgte Dewald 1908 einem Ruf an das Kölner Metropoltheater. In Essen durfte er im darauf folgenden Jahr erneut Regie führen, ein weiteres Jahr später stieg Dewald in Bochums Neuen Stadttheater (Sektion Oper) zum Oberregisseur auf. Nach einer Stippvisite an Wiens „Die Fledermaus“ fand sich Julius Dewald 1912 schließlich in Berlin ein und schloss sich der Jean-Gilbert-Tournee als Sänger und Regisseur an. Anschließend ging er ans Residenztheater. In Frankfurts Albert-Schumann-Theater angekommen, ereilte Dewald 1915 seine vorübergehende Einberufung. Bereits 1916 setzte er seine Bühnentätigkeit in Hanau fort. In der letzten Kriegsspielzeit 1917/18 wirkte der Künstler als Oberspielleiter, Schauspieler und Sänger am Neuen Operettentheater in Bonn.

### Ausflüge zum Film
In der deutschen Hauptstadt angekommen, gab Julius Dewald beim (stummen) Film nur wenig mehr als Gastspiele: Man sah ihn u. a. als Partner berühmter Leinwanddiven wie Henny Porten (als Erbprinz Botho in dem frühen Lustspiel Ihre Hoheit des Porten-Gatten Curt A. Stark), Hanni Weisse (in einem weiteren Lustspiel, Die Nichte des Herzogs, aus der Hand Max Macks) und Ossi Oswalda (in der Ernst-Lubitsch-Komödie Meine Frau, die Filmschauspielerin, wo Dewald einen Baron verkörperte). 1919 ist er auch einmal als Regisseur nachzuweisen, wo er gemeinsam mit Edmund Edel den Film Frau Hempels Tochter inszenierte und dort überdies die Rolle eines Grafen übernahm. Mehrfach war auch die Berliner Kollegin Molly Wessely seine Filmpartnerin. Zeitgleich blieb Dewald als Star des Berliner Theaters aber auch weiterhin der Musikposse und Bühnen-Operette verbunden. In der Frühphase der Weimarer Republik kehrte Dewald jedoch dem Film wieder den Rücken zu und konzentrierte sich fortan ganz auf die Bühnenarbeit, beginnend 1920 mit dem musikalischen Schwank Helenens Ehemänner am Eden-Theater, wo ihm die Kritik bescheinigte, „durch seine sympathische Erscheinung sofort die Sympathien“ des Publikums erspielt zu haben.

### Rückkehr zum Theater und Jahre im Exil
Seine Nachkriegslaufbahn startete Dewald als Ensemblemitglied der Berliner Theater der deutschen Hauptstadt. Nach nur einer Spielzeit wechselte er an das Theater des Westens. Am Neuen Operetten-Theater in Frankfurt am Main, das am 1. Dezember 1921 eröffnet wurde und dem Dewald als Direktor vorstand, feierte er bis 1925 Erfolge als Buffo wie auch als Regisseur. Auch später blieb er der leichten Muse mit Gesang in Schwänken und Lustspieloperetten treu. Seit seinem Dienstantritt am 1. September 1929 gelangen Dewald als neuem Leiter von Münchens Theater am Gärtnerplatz, beginnend mit dem Neubach/Gilbert-Schauspiel Hotel Stadt Lemberg (wo er auch die Hauptrolle übernahm), einige beachtliche Publikumserfolge. 1931 endete in München Dewalds Zeit der Festanstellungen in Deutschland.
Mit dem Machtantritt der Nationalsozialisten in Deutschland 1933 übersiedelte Julius Dewald nach Teplitz-Schönau in die Tschechoslowakei. Im böhmischen Eger wurde er vorübergehend sowohl als Schauspieler als auch als Oberspielleiter eingesetzt. Mitte 1935 bot man ihm für die Folgespielzeit die Leitung des Saazer Stadttheaters an. Hier verpflichtete er zahlreiche aus Hitler-Deutschland geflohene jüdische Kollegen. Unter Dewalds Ägide kamen Stücke wie Max Halbes Der Strom, August Strindbergs Totentanz, Friedrich Schillers Die Räuber und Friedrich Hebbels Maria Magdalena zur Aufführung. Dewald flüchtete nach der Zerschlagung der Tschechoslowakei mit Josephine Wiene, der Witwe des Regiekollegen Conrad Wiene, nach Polen. Wenig später rückte dort die deutsche Wehrmacht ein, und Julius Dewald musste Ende Februar 1940 in das Ghetto Kielce übersiedeln, wo sich seine Spur verliert. Vermutlich starb er wenig später.

## Filmografie
- 1913: Ihre Hoheit
- 1917: Die Nichte des Herzogs
- 1918: Als der Vorhang fiel
- 1918: Liebe und Leben, 2. Teil. Die Tochter des Senators
- 1918: Wer nicht in der Jugend küßt
- 1918: Meine Frau, die Filmschauspielerin
- 1919: Die Sylvesterwette
- 1919: Frau Hempels Tochter (auch Co-Regie)
- 1920: Hexengold